# Johan von Schreeb
Johan Christian Tor von Schreeb, född 24 maj 1961 i Hedvig Eleonora församling i Stockholm, är en svensk läkare (kirurg). Han är känd som "katastrofläkare" och en av grundarna till svenska Läkare utan gränser. 

## Biografi
Johan von Schreeb disputerade 2007 på en avhandling om internationella humanitära hälsoinsatser vid katastrofer och har därefter bedrivit forskning inom området global katastrofmedicin i samarbete med internationella organisationer som MSF, WHO och ICRC. Han är professor i global katastrofmedicin från 2019 och leder kunskapscentrum för katastrofmedicin inom forskargruppen Health Systems and Policy vid Karolinska Institutets institution för Global Folkhälsa.
Han är en av de tre läkare, som 1993 startade den svenska sektionen av Läkare utan gränser. Han har 25 års erfarenhet av att arbeta som kirurg vid katastrofområden utomlands.
Han utsågs till Årets svensk 2014 med motiveringen: "Med konkreta insatser för människor som drabbas av naturkatastrofer, epidemier och krig skänker Johan von Schreeb hopp där drömmarna om en bättre värld krockar brutalt med verkligheten. Genom att grunda Läkare utan gränser i Sverige har han banat väg för många efterföljare som med stort eget risktagande lindrar lidande runt om i världen". Han tilldelades i december 2014 Prins Carl-medaljen för sina framstående internationella humanitära insatser.
Johan von Schreeb är son till läkaren Tor von Schreeb och Birgit Nydahl.